# San Bernabé de las Canteras
San Bernabé de las Canteras es una localidad del estado mexicano de Michoacán. Es parte del municipio de Tarímbaro.

## Toponimia
El nombre «San Bernabé» hace referencia al santo patrono de la localidad: Bernabé el Apóstol.

## Demografía
| Censo | Población |
| ----- | --------- |
| 2010  | 1688      |
| 2020  | 2573      |